# Matei Zaharia
Matei Zaharia este un informatician româno-canadian specializat în big data, sisteme distribuite și cloud computing. El este co-fondator și CTO al Databricks și profesor asistent de informatică la Universitatea Stanford.

## Biografie
Matei Zaharia s-a născut în România. Familia sa s-a mutat ulterior în Canada, iar acolo acesta a urmat cursurile liceale la Jarvis Collegiate Institute din Toronto și pe cele universitare la Universitatea din Waterloo, în informatică. În timp ce studia la universitate, el a ajutat la dezvoltarea jocului video 0 A.D. A primit de Medalia Academică de Argint a Guvernatorului General pentru cel mai bun rezultat la absolvirea de la Universitatea din Waterloo. A continuat să studieze la Universitatea Berkeley din California, unde a obținut doctoratul în informatică în 2013, sub îndrumarea lui Ion Stoica și Scott Shenker.
A participat la concursuri de programare, câștigând două medalii de argint la Olimpiada Internațională de Informatică în liceu. A fost parte a echipei de la Universitatea din Waterloo care a participat la concursul de programare ACM ICPC în 2004 și 2005. A câștigat o medalie de aur la ICPC 2005 (locul 3 mondial) și s-a clasat pe locul 15 în anul 2004. Echipa sa a primit titlul de Campioni ai Americii de Nord cu ambele ocazii.
În timpul studiilor doctorale el a creat proiectul Apache Spark și a co-creat proiectul Apache Mesos. De asemenea, a conceput și realizat unul dintre cele două programatoare centrale utilizate în Apache Hadoop.
Zaharia a primit de două ori Premiul pentru Cel Mai Bun Articol la INDS 2012 și SIGCOMM 2012, Mențiunea de Onoare pentru Premiul Comunității la INDS 2012 și Cel Mai Bun Demo la SIGMOD 2012. Împreună cu Reynold Xin, Parviz Deyhim, Xiangrui Meng și Ali Ghodsi, deține recordul mondial din 2014 la Daytona GraySort folosind Apache Spark. În 2015 a primit de la ACM Premiul pentru Teză Doctorală.
Avea o avere estimată la 7,5 miliarde de lei în 2022.